# Comté d'Osborne
Le comté d’Osborne est l’un des 105 comtés de l’État du Kansas, aux États-Unis. Fondé le 26 février 1867, il porte le nom de Vincent B. Osborne, un des premiers occupants de la région.
Siège et plus grande ville : Osborne.

## Géolocalisation
|                | Comté de Smith   | Comté de Jewell   |
| Comté de Rooks | Comté d'Osborne  | Comté de Mitchell |
| Comté d’Ellis  | Comté de Russell | Comté de Lincoln  |